# Чимваза, Дайтон
Дайтон Чимваза (англ. Dyton Chimwaza, род. 9 февраля 1957) — малавийский шоссейный велогонщик. Участник летних Олимпийских игр 1984 и 1988 года.

## Карьера
В 1984 году был включён в состав сборной Малави на летних Олимпийских играх в Лос-Анджелесе. На них выступил в двух гонках. Сначала в групповой шоссейной гонке протяжённостью 190,2 км, но не смог финишировать. А затем в командной гонке с раздельным стартом на 100 км. По её результатам сборная Малави (в которую также входили Дэниел Касванга, Джордж Найеджа и Амаду Юсуфу) заняла последнее 26 место, уступив занявшей первое место сборной Италии почти 40 минут.
В 1988 году был включён в состав сборной Малави на летних Олимпийских играх в Сеуле. На них выступил в двух гонках. Сначала в командной гонке с раздельным стартом на 100 км. По её результатам сборная Малави (в которую также входили Дэниел Касванга, Джордж Найеджа и Амаду Юсуфу) заняла последнее 30 место, уступив занявшей первое место сборной Италии почти 35 минут. А затем в групповой шоссейной гонке протяжённостью 196,2 км, по её результатам занял последнее 109 место, уступив занявшему первое место Олафу Людвигу (ГДР) 20 минуты 21 секунду.